# 熊溪谋杀案受害者
熊溪谋杀案受害者（英语：Bear Brook murders），也称为阿伦斯敦四人案受害者（英语：Allenstown Four），是谋杀案受害者，四人中两人的尸体于1985年在新罕布什尔州阿伦斯敦熊溪州立公园发现，另外两人尸体于2000年在熊溪州立公园发现。四人的尸体几乎或完全只剩骨骼，估计她们在1977到1985年间死亡。
尸体发现后，执法部门一直追查四人和谋杀她们的嫌疑人身份，并进行多次受害者脸部重塑，最近一次是于2015年由国家失踪和被谋杀儿童中心进行。
2017年，调查人员宣布特伦斯·佩德·“特里”·拉斯穆森是嫌疑人。他因在2002年谋杀当时的妻子以“埃文斯”的身份定罪和判刑，于2010年死于狱中。
2019年，四人其中三人的身份确认是母亲玛丽丝·伊丽莎白·霍尼彻奇，她的两个女儿是玛丽·伊丽莎白·沃恩和莎拉·林恩·麦克沃特斯（生父不是同一人）。另外一个孩子确认是拉斯穆森的女儿，目前真实身份不明。

## 发现
1985年11月10日，一名猎人在新罕布什尔州艾伦斯敦熊溪州立公园一家被烧毁的商店附近发现了一个55加仑金属桶，里面有一具成年女性和年轻女孩的尸体，用塑料包裹（可能是垃圾袋）。尸检确定两人死于钝伤，后来两人埋在同一个坟墓。
2000年5月9日，在第一个发现点附近发现两个年轻女孩尸体，尸体也在一个55加仑金属桶里，两人死因同样是钝伤。

## 身份确认
这名成年女性是玛丽·伊丽莎白·霍尼丘奇，死亡时年龄估计在23到33岁之间。她的头发是棕色卷曲或波浪形，身高1.57米到1.7米之间。牙齿进行多次手术，包括多次补牙和三次拔牙。这三名女性可能也有美洲原住民血统。
与成年女性一起的女孩是玛丽·伊丽莎白·沃恩，年龄在5到11岁之间，有肺炎，前牙弯曲和顶牙之间有牙间隙，牙齿没有填充物，两只耳朵上有耳环，身高在1.3米到1.37米之间。头发是浅棕色波浪形。
年龄位于中间的女孩目前身份不明，她的门牙有牙间隙，在2到4岁时死亡，头发棕色，身高约1.12米，她有复咬合，可能患有贫血。
最小的女孩是莎拉·林恩·麦克沃特斯，估计只有1到3岁，头发是长长的金发或浅棕色，身高在0.64米到0.76米之间，门牙之间也有牙间隙。

## 调查
2017年1月，官方宣布从1981年起失踪的丹尼斯·博丁与这起谋杀案有关。博丁与她年幼的女儿和时任男友罗伯特·“鲍勃”·埃文斯在新罕布什尔州曼彻斯特失踪，直到2016年才被报告失踪。在媒体的相关报道后，博丁的女儿被发现依然在世，居住在加利福尼亚州，她一直对自己的名字保密。
国家失踪和被谋杀儿童中心随后宣布，通过DNA发现化名为“罗伯特·埃文斯”的身份不明男子是年龄中间孩子的父亲（他与另外三名受害者没有血缘关系）。埃文斯曾在一个营地遗弃女孩“丽莎”，通过丽莎的DNA证实其中一个女孩是埃文斯/拉斯穆森的女儿。当局认为埃文斯是杀害四人的凶手，但没有详细说明原因。
当局在2008年表示，成年女性不是博丁，“罗伯特·埃文斯”只是化名，真实身份尚不清楚。
埃文斯因在2002年谋杀并肢解他当时的女友，加利福尼亚州的化学家Eunsoon Jun，被判有罪，后于2010年在监狱中去世。
2017年6月，警方公布一段警方讯问埃文斯的视频，希望能够找到他的真实身份。两个月后，通过Y-DNA测试，罗伯特·埃文斯被确认真实身份为特伦斯·佩德·拉斯穆森，DNA样本由他第一次婚姻的儿子提供。

## 公布
2019年6月6日，新罕布什尔州的调查人员就此案举行新闻发布会，公布其中三名受害者的身份：玛丽·伊丽莎白·霍尼丘奇（生于1954年）是玛丽·伊丽莎白·沃恩（1971年出生）和莎拉·林恩·麦克沃特斯（生于1977年）的母亲，她们于1978年在加利福尼亚州失踪。第四名受害者身份不明，通过DNA测试确认是拉斯穆森的孩子，但不能确定其母亲的身份。
霍尼丘奇的同父异母弟弟从来没见过她，他于1999年在Ancestry.com网站上创建一个帖子试图寻找她类似的帖子有助于确定受害者身份。当她的父亲在海军陆战队时，霍尼丘奇出生在加利福尼亚州夏威夷花园。
霍尼丘奇和她的两个女儿与拉斯穆森（当时认为他们是在约会）最后一次出现于1978年11月在加利福尼亚州的一次家庭聚会上。这是霍尼丘奇最后一次与家人联系，之后再也没人见过她，也没听到她的消息。